# Gérard Leclerc (journaliste)
Pour les articles homonymes, voir Gérard Leclerc et Leclerc.
Gérard Leclerc est un journaliste français de radio et de télévision, né le 2 septembre 1951 à Neuilly-sur-Seine (Seine) et mort accidentellement le 15 août 2023 à Lavau-sur-Loire (Loire-Atlantique).
Après avoir notamment travaillé pendant une vingtaine d'années à France 2, il est de mai 2009 à mai 2015 président de la chaîne parlementaire de l'Assemblée nationale, LCP-AN. De 2017 jusqu'à sa mort, il est éditorialiste politique sur CNews et intervient notamment dans la matinale de Romain Desarbres ainsi que dans l'émission L'Heure des pros de Pascal Praud.

## Biographie

### Famille et formation
Gérard Ghislain Leclerc naît le 2 septembre 1951 à Neuilly-sur-Seine. Il est le fils de Paul Leclerc (1916-2003), haut fonctionnaire à l'Unesco, et de Ghislaine Téry (1922-2011), musicienne, mariés le 6 octobre 1949. Il a un frère, Jean-Noël, et trois sœurs, Sylvie, Christine et Marianne. Il est par ailleurs le demi-frère du chanteur Julien Clerc, né le 4 octobre 1947 d'une relation entre Paul Leclerc et Évelyne Merlot. 
Gérard Leclerc effectue ses études secondaires au lycée Lakanal de Sceaux. Après son baccalauréat, il étudie l’histoire de 1970 à 1975 à l'université Paris-I-Panthéon-Sorbonne. Il est titulaire d'un diplôme d'études approfondies (DEA).
Il entre ensuite à l'Institut d'études politiques de Paris (Sciences Po Paris), dont il est diplômé en 1976. Il a été maître de conférences à l'IEP pendant deux ans.

### Débuts à la radio
Après un stage au Monde, Gérard Leclerc commence sa carrière en juin 1978 à la radio Europe 1 comme rédacteur-reporter, puis journaliste au service économique.
Après sept ans à Europe 1, il entre à RMC où il est nommé chef du service économique en janvier 1985.
À partir de septembre 2015, il anime la matinale de Radio Classique de 7 h 50 à 9 h et remplace Guillaume Durand quand celui-ci n'anime pas l'émission. Il fait le duplex également avec LCI pour cette émission de 8 h à 8 h 30.

### France Télévisions
En juillet 1985, Gérard Leclerc est recruté comme chef adjoint, puis chef du service économique à Antenne 2. Il y occupe ensuite différentes fonctions : éditorialiste, grand reporter à Riyad et Koweït pendant la Guerre du Golfe, présentateur remplaçant (« joker ») des journaux télévisés du 13 h et du 20 h.
En 1992 et jusqu'en 1997, il est rédacteur en chef de Télématin présenté par William Leymergie et présentateur de la séquence Les 4 Vérités.
En 1997, il devient directeur adjoint de la rédaction de France 2.
En 1998, il est rédacteur en chef, responsable du service politique, économique et social. Éditorialiste politique, il organise la couverture des différentes élections (municipales, régionales, européennes, présidentielle) et participe aux émissions Questions ouvertes et 100 minutes pour convaincre.
En juillet 2004, à l'arrivée d'Arlette Chabot comme directrice de la rédaction, il perd ses fonctions et se consacre notamment à la réalisation d'une série documentaire  intitulée En 2 mots (5 × 52 min) avec Florence Muracciole qui décrypte les discours des candidats à l'élection présidentielle française de 2007. Cette série est diffusée sur France 5.
En janvier 2007, il intègre la rédaction de France 3 en tant que rédacteur en chef, responsable du service économique et social puis prend également en août 2007 la direction du service politique de la chaîne.

### Président de LCP-AN
En mai 2009, Gérard Leclerc est nommé président de LCP - Assemblée nationale, chaîne de télévision de l'Assemblée nationale par Bernard Accoyer. Il succède ainsi à Richard Michel en poste depuis 2003.
Pour sa première rentrée télévisuelle, il rénove la grille des programmes en créant notamment trois nouvelles tranches d'informations (Politique Matin, LCP 13 h et LCP Info à 20 h 30). Début 2010, il donne pour objectif à LCP-AN  la finalité suivante : un média global.
Candidat à sa propre succession à la présidence de LCP-AN en 2015,  il n'est pas choisi par le président de l'Assemblée nationale  et c'est Marie-Ève Malouines qui lui est préférée par Claude Bartolone ; elle est nommée le 6 mai pour lui succéder,.

### Éditorialiste politique sur CNews
En 2017, Gérard Leclerc devient éditorialiste politique sur CNews.
Il intervient dans la matinale de Clélie Mathias et de Romain Desarbres.
Il intervient très fréquemment dans l'émission quotidienne L'Heure des pros présentée par Pascal Praud.

### Vie privée
En juillet 1981, Gérard Leclerc épouse l'animatrice de radio Julie, rencontrée à Europe 1. Ils ont trois enfants : des jumeaux, Antoine et Mathieu (nés en 1982) et une fille, Charlotte (née en 1987).
Il possède un vignoble aux Trois-Moutiers et à Saint-Léger-de-Montbrillais dans la Vienne.

### Mort
Gérard Leclerc meurt le 15 août 2023 à l'âge de 71 ans, aux commandes d'un avion monomoteur Robin DR-400 (immatriculé F-GMXY) appartenant à l'aéroclub de Loudun.
Accompagné de deux passagères, il devait se rendre à La Baule pour un déjeuner.
Après avoir téléphoné aux services de Météo-France, il décale son départ à 11 h et son arrivée est estimée vers midi à La Baule.
Après avoir été en contact avec la tour de contrôle de Nantes, au moment de contacter à nouveau le SIV (Service d'information de vol), Gérard Leclerc affiche une mauvaise fréquence radio et il poursuit son vol en passant par le nord de la Loire à une altitude d'environ 365 mètres. Une minute plus tard, au nord de la centrale électrique de Cordemais, il infléchit sa trajectoire vers le sud et commence à descendre, probablement pour éviter des entrées maritimes.
L'avion entre très probablement dans la couche nuageuse, ce qui prive le pilote des références visuelles extérieures et le conduit très probablement à une désorientation spatiale. Il ne se rend alors pas compte qu'il amorce un virage par la droite avec un fort taux de montée.
À l'altitude de 365 mètres environ, l'avion poursuit le virage serré à droite avec une forte assiette à piquer. Il perd très probablement le contrôle de l'avion au cours du virage.
Lorsque l'avion sort de la couche nuageuse, avec une importante vitesse verticale et une forte assiette à piquer, il n'a probablement pas le temps de réagir avant que l'avion n'entre en collision avec la Loire.
L'épave est repêchée le 16 août,,, dans le fleuve, à Lavau-sur-Loire, à quelques mètres de profondeur dans un secteur de forts courants. Les deux autres occupants de l'appareil ont également trouvé la mort dans l'accident, parmi lesquels figure Michèle Monory, fille de l'ancien ministre et président du Sénat René Monory,.
Ses obsèques civiles ont lieu le 24 août au cimetière de la commune des Trois-Moutiers, dans la Vienne.

## Publications
Gérard Leclerc est l'auteur de six ouvrages :
- Ils ont traversé le siècle, Paris, éditions Plon, 1994 (ISBN 978-2-259-02750-2, LCCN 94191224) ;
- Avec Florence Muracciole, Lionel Jospin, l'héritier rebelle, éditions Jean-Claude Lattès, 1996, 328 p. (ISBN 978-2-7096-1707-9, LCCN 96199214) ;
- Avec Florence Muracciole, Jospin : L'Énigme du conquérant, éditions Jean-Claude Lattès, 2001 (ISBN 978-2-7096-2235-6, LCCN 2001377963) ;
- La Guerre des deux roses, Paris, éditions de La Table Ronde, 2006, 348 p. (ISBN 978-2-7103-2850-6, LCCN 2006446823) ;
- L'Architecte et l'Horloger : suivi d'Entretiens avec Gérard Leclerc (entretiens avec Jean-Louis Borloo), Paris, éditions du Moment, 2007, 195 p. (ISBN 978-2-35417-002-8, LCCN 2007435317) ;
- Une élection imperdable : entretiens avec Gérard Leclerc (entretiens avec Claude Bartolone), Paris, éditions de l'Archipel, 2007, 162 p. (ISBN 978-2-84187-985-4, LCCN 2007475294)

## Décoration
- Chevalier de l'ordre du Mérite agricole[17].